# Diabolik, chi sei?
Diabolik: "Non so chi sono!"»
Diabolik, chi sei? è una storia a fumetti di Diabolik pubblicata per la prima volta nel quinto albo del settimo anno della serie a fumetti edita dalla Editrice Astorina in data 4 marzo 1968; il soggetto e la sceneggiatura sono delle sorelle Angela e Luciana Giussani mentre i disegni sono di Glauco Coretti ed Enzo Facciolo. È il 107º volume della serie. È ritenuta una delle storie più importanti della serie in quanto in essa viene svelato il passato del criminale e viene rivelata l'origine del nome.

## Trama
Diabolik e Ginko sono rinchiusi insieme in una cella senza via d'uscita certi di andare incontro a una morte inevitabile. Ginko ne approfitta per soddisfare una curiosità che lo assilla da tempo ponendo al suo nemico la seguente domanda: "Diabolik, chi sei?".
Diabolik gli racconta che quando era ancora bambino a seguito di un naufragio viene trovato su una barca alla deriva e portato in salvo su un'isola da un gruppo di criminali. Sull'isola comanda un malavitoso internazionale di nome King che si circonda di collaboratori specializzati in attività criminali. Qui crescerà da solo nell'indifferenza di tutti e in un clima di profondo sprezzo delle convenzioni e delle leggi civili ma studiando e specializzandosi in vari settori. Quando è poco più che ventenne viene convocato da King che vuole sapere come procedono i suoi studi sulla formula per ottenere un composto simile alla pelle umana con cui poter fare maschere estremamente realistiche. Nell'ufficio di King c'è una pantera imbalsamata chiamata Diabolik dagli abitanti dell'isola in quanto li assaliva terrorizzandoli nel cuore della notte. King era riuscito a ucciderla dopo una estenuante battuta di caccia. Un anno dopo camuffato con una maschera che riproduce le fattezze del boss riesce a ucciderlo cogliendolo di sorpresa e, sostituendosi a lui, fa caricare le ricchezze di King sul panfilo dai suoi uomini che credono di avere di fronte il vero King. Salito sul panfilo Diabolik abbandona l'isola indossando la sua prima maschera. Dopo un periodo in Oriente per apprendere le arti marziali e le tecniche di lancio del coltello, approda nella città di Clerville dove si ambienteranno tutte le sue future avventure.
Appena prima di morire King gli dà il nome "Diabolik" in ricordo della pantera nera che un tempo seminava morte e terrore nell'isola.

## Sviluppi successivi
Questo celebre episodio nel corso degli anni è stato approfondito in altre storie aggiungendo alcuni elementi; altre volte ci sono stati degli episodi ambientati prima dei fatti narrati nell'albo. In alcuni di questi episodi si sono avute delle "correzioni" di alcuni elementi della trama dell'albo originale, dovute a imprecisioni o semplicemente a esigenze narrative. Di seguito un elenco:
- Nel 1999, nell'albo Il tesoro di King, viene spiegato cosa accadde subito dopo la morte di King e la fuga di Diabolik: i criminali di King lasciarono l'isola in preda al caos e al panico. Nell'episodio viene anche specificato che quella depredata da Diabolik era solo una parte del grande tesoro di King, e che molti criminali si sono spartiti il resto. Si fa inoltre cenno al fatto che molti di loro abbiano cominciato da quel momento a nutrire odio per Diabolik. In particolare, il professor Wolf (colui che insegnò al ladro le basi della chimica e iniziò a lavorare sulla plastica per le maschere) prese gran parte del bottino; anni dopo i due si scontreranno di nuovo sulla formula delle maschere.
- Nel 2002, nell'episodio che celebra i 40 anni del personaggio Ritorno all'Isola di King, Diabolik fa ritorno all'isola, ormai abbandonata, e cerca di recuperare il relitto della nave affondata dove fu trovato. Per farlo manipola un conduttore tv a caccia di scoop per pagare le spese; Ginko si unirà alla caccia su segnalazione del suo amico Gustavo Garian (anche lui manipolato). Il bottino è una cassaforte piena d'oro, ma il Re del Terrore fa credere che contenga documenti sulla propria identità!
- Nel 2006, nel Grande Diabolik 1/2006 dal titolo Gli Anni perduti nel Sangue, viene rivelato che dopo la sua fuga dall'Isola Diabolik scappò nel Deccan, sempre braccato dagli sgherri di King. L'episodio aggiunge anche moltissimi particolari sulla vita del Re del Terrore prima di arrivare a Clerville. In questo episodio si fa inoltre cenno al fatto che le maschere realizzate da Diabolik ai tempi dell'Isola (e di conseguenza anche quella con cui si era sostituito a King) avessero il difetto di liquefarsi dopo poco tempo.
- Nel 2010, nel Grande Diabolik 1/2010 dal titolo L'ombra della Luna, si raccontano alcuni episodi vissuti da un Diabolik dodicenne sull'Isola di King. In questo albo si racconta come Diabolik abbia conosciuto la pantera nera da cui prende il nome ben prima degli eventi narrati in Diabolik, chi sei?, e che abbia addirittura assistito alla sua uccisione da parte di King, da cui poi sarebbe derivato l'odio nei suoi confronti. Ciò contraddice la scena in cui Diabolik entra nell'ufficio di King e vede la pantera imbalsamata, spiegando che avrebbe fatto finta di non conoscerla onde evitare di insospettirlo. Inoltre si fa cenno al fatto che l'Isola fosse abitata non solo da criminali, ma anche da pescatori (nell'episodio originale c'erano solo i criminali).
- Nel Grande Diabolik 1/2014 dal titolo La vera storia dell'Isola di King si narra la vita di King prima del suo arrivo sull'isola, e si vede la sua rapida ascesa al potere. La storia prosegue inoltre col ritrovamento di Diabolik, e si fa cenno all'esistenza di alcuni documenti segreti che ne rivelerebbero l'identità: King, in realtà, avrebbe risparmiato Diabolik a causa delle rivelazioni che essi contenevano, e per lo stesso motivo avrebbe più avanti deciso di ucciderlo[5]. Nell'albo, infine, si fa cenno a una "madre adottiva" che avrebbe cresciuto Diabolik da neonato: in Diabolik, chi sei? non c'era traccia di questa figura.
- Nel Grande Diabolik 1/2017 intitolato La maschera e il volto si narrano altri episodi della vita di Diabolik sull'isola lungo un esteso arco temporale. La storia si conclude con una sorta di remake della scena in cui il criminale uccide King. Qui comincia la rivalità tra il giovane Diabolik e il professor Wolf (che prima incolpa l'allievo di aver male usato il suo preparato, e quando scopre che lavora sulle prime maschere si appropria delle sue scoperte).
- Nel 2007, i due albi di agosto e settembre (Un'isola maledetta e Fuga dall'isola) vedono Diabolik aiutare una tribù di un'isola remota contro una ditta di Clerville che vuole costruire una base di lancio per satelliti; alla fine della storia, un flashback mostra che Diabolik si recò sull'isola anni prima, dopo la fuga dall'isola di King, per sfruttare alcuni appunti del diario del professor Wolf e scoprire come rendere stabili le maschere (all'epoca si scioglievano entro poche ore dopo essere indossate); il ladro si accordò con loro per ricevere una sostanza presente solo lì in cambio di medicinali e provviste.
- Nel Grande Diabolik 2/2023 intitolato King non deve sapere, un Diabolik ancora adolescente lascia senza permesso l'isola per scoprire il mondo esterno; venendo quasi scoperto ma cavandosela grazie al sangue freddo e all'inventiva (e forse, anche grazie all'amicizia con l'ingegner Suanda, che tace sulla sua avventura).
- Nel Grande Diabolik 1/2009 intitolato Io sono Diabolik, continua la trama già iniziata in Gli Anni perduti nel Sangue; Diabolik si trasferisce a Clerville ed entra nel mirino di una donna della malavita organizzata, Natasha; lei è una ex amante di Walter Dorian (a cui DIabolik ha già rubato l'identità) e lo cerca sia come sosia di Dorian sia come ladro; in seguito i due diverranno amanti ma si separeranno; un motivo di discussione tra i due era la notorietà crescente del nome Diabolik (che il ladro preferiva evitare, mentre la donna pensava che significasse avere potere sugli altri e andasse quindi usato); ma una volta uscita dal giro col suo aiuto, Natasha viene colta di sorpresa da alcuni uomini di King (il dottor Lopez, Chen Fu, Dempur e altri), alla ricerca continua di Diabolik; però Natasha riuscirà a precipitare l'aereo dove viaggiano facendo per la prima volta sentire ufficialmente il nome Diabolik alla radio, come ultimo favore al suo amante.
- Altri particolari emergono dai romanzi Diabolik: La lunga notte, Diabolik: Alba di sangue e Diabolik: L'ora del castigo; nei primi due compare il dottor Lopez (cugino dell'altro Lopez, e come lui chirurgo plastico che cambiava il volto ai fuggitivi che si rivolgevano a King per sparire; alla morte di King, si è ritirato in un paradiso fiscale a godersi il denaro accumulato) e nel terzo l'ingegnere Suanda (che si è rifatto una vita altrove e ha messo su famiglia).

## Ristampa
La storia viene ristampata nel 2022 sull'albo Diabolik Cult con allegato 2 mazzi di carte da poker illustrate da Riccardo Nunziati.

## Altri media
- Il racconto è alla base dell'omonimo adattamento cinematografico del 2023, diretto dai Manetti Bros., che conclude la trilogia di film dedicata al Re del terrore. Gli interpreti del film sono Giacomo Gianniotti (Diabolik), Miriam Leone (Eva Kant), Valerio Mastandrea (Ginko), Monica Bellucci (Altea di Vallenberg), Paolo Calabresi (King) e Massimiliano Rossi (Diego Manden).